# Jagdbehörde
Jagdbehörden sind Verwaltungsbehörden, die örtlich und sachlich für den Vollzug der jagdrechtlichen Vorschriften, darunter Bundesgesetze, und die jeweiligen Landesjagdgesetze und der aufgrund dieser Gesetze erlassenen Rechtsverordnungen zuständig sind.

## Deutschland
Da der Vollzug der Bundesgesetze und somit auch des Bundesjagdgesetzes grundsätzlich Angelegenheit der Bundesländer ist, ist das Bundesministerium für Ernährung, Landwirtschaft und Verbraucherschutz nicht Jagdbehörde hinsichtlich des Vollzugs des Bundesjagdgesetzes. Die Organisation der Jagdverwaltung ist in den einzelnen Bundesländern unterschiedlich geregelt. Im Allgemeinen gibt es die Untere Jagdbehörde, deren örtlicher Zuständigkeitsbereich dem Stadt- oder Landkreis entspricht. Die Höhere Jagdbehörde (auch Obere Jagdbehörde oder Mittlere Jagdbehörde) entspricht dem Zuständigkeitsbereich des Regierungsbezirks, die Oberste Jagdbehörde dem zuständigen Ministerium beziehungsweise Staatsministerium oder Senator. Die Oberste Jagdbehörde hat in der Regel nur vereinzelte Verwaltungsbefugnisse, bearbeitet aber die allgemein und landesweit bedeutsamen jagdrechtlichen und jagdpolitischen Aufgaben.
Situation im Freistaat Bayern:
- Oberste Jagdbehörde: Bayerisches Staatsministerium für Wirtschaft, Landesentwicklung und Energie[1]
- Obere Jagdbehörden: sieben Behörden jeweils bei den Regierungen[2]
- Untere Jagdbehörden: siehe Liste der Landkreise und Bezirksämter Bayerns

Situation in Hessen:
- Oberste Jagdbehörde: Hessisches Ministerium für Umwelt, Klimaschutz, Landwirtschaft und Verbraucherschutz (HMUKLV) Abteilung Forsten und Naturschutz[3]
- Obere Jagdbehörden: Regierungspräsidium Kassel (RPKS) mit Dezernaten in Darmstadt und Gießen[4]
- Untere Jagdbehörden: siehe Liste der Landkreise und kreisfreien Städte in Hessen

Situation in Nordrhein-Westfalen:
- Oberste Jagdbehörde: Ministerium für Umwelt und Naturschutz, Landwirtschaft und Verbraucherschutz des Landes Nordrhein-Westfalen (MUNLV)[5]
- Obere Jagdbehörde: Der Landesbetrieb Wald und Holz NRW wurde zum 1. Januar 2005 gegründet. Er besteht aus der bisherigen Höheren Forstbehörde NRW sowie den bisherigen staatlichen Forstämtern und den bisherigen Forstämtern der Landwirtschaftskammer sowie den Jugendwaldheimen. Der Landesbetrieb ist Obere Jagdbehörde.[6]
- Das Landesamt für Natur, Umwelt und Verbraucherschutz Nordrhein-Westfalen (LANUV)  wurde am 1. Januar 2007 aus den Vorläuferinstitutionen Landesanstalt für Ökologie, Bodenordnung und Forsten (LÖBF), Landesumweltamt (LUA) und Landesamt für Ernährung und Jagd (LEJ) sowie den Dezernaten 50 der Bezirksregierungen gegründet. Diese Behörde war zuvor Obere Jagdbehörde[7] Einige Fachgebiete dieser Behörde sind nach wie vor für die Jagd relevant.[8]
- Untere Jagdbehörden: siehe Liste der Kreise und kreisfreien Städte in Nordrhein-Westfalen

## Österreich
Die Jagdbehörden in Österreich sind mit Bezirksjagdbehörden und Landesjagdbehörden ähnlich gegliedert wie in Deutschland. Einzelne behördliche Aufgaben werden von Vertretern der Landesjägerschaft als öffentlich-rechtlicher Körperschaft wahrgenommen um den Vollzug des Jagdgesetzes in Österreich sicherzustellen.

## Schweiz
Zuständige Behörden in der Schweizerischen Eidgenossenschaft sind die Kantone, die das Jagdrecht in der Schweiz vollziehen.

## Namibia
- Oberste Jagdbehörde: Ministerium für Umwelt und Tourismus (Namibia)
- Obere Jagdbehörde: Direktorat Parkverwaltung und Wildbewirtschaftung
- Vertretung des Großteils der namibischen Jagdführer, Meisterjagdführer und Berufsjäger sowie Jagdfarmen: Namibia Berufsjagdverband